# Chaetopleura spinulosa
Chaetopleura spinulosa is een keverslakkensoort uit de familie van de Chaetopleuridae. De wetenschappelijke naam van de soort is voor het eerst geldig gepubliceerd in 1828 door Gray.